# Cytotoksyczność naturalna
Cytotoksyczność naturalna – rodzaj cytotoksyczności, która w przeciwieństwie do cytotoksyczności zależnej od przeciwciał nie wymaga pobudzenia mechanizmów swoistych w postaci przeciwciał. Komórkami odpowiedzialnymi za ten rodzaj cytotoksyczności są głównie komórki NK.

Przeczytaj ostrzeżenie dotyczące informacji medycznych i pokrewnych zamieszczonych w Wikipedii.